# From Darkness to Light
From Darkness to Light è un film documentario statunitense del 2024 scritto e diretto da Eric Friedler e Michael Lurie sul film, rimasto inedito, The Day the Clown Cried di Jerry Lewis del 1972.

## Distribuzione
Nel settembre 2024 è stato presentato in anteprima alla Mostra del cinema di Venezia.

## Accoglienza
Xan Brooks del The Guardian assegnò al film 4 stelle su 5 scrivendo: "A volte il modo in cui Lurie e Friedler gestiscono il materiale può sembrare superficiale, ma la storia che raccontano è veramente affascinante." Steve Pond di TheWrap scrisse: "Si è discusso talmente tanto di The Day the Clown Cried che ormai nulla in From Darkness to Light giunge come una sorpresa, sebbene faccia un buon lavoro nel descrivere un viaggio tortuoso e affascinante con numerosi colpi di scena."